# 塘沽南站
塘沽南站位于天津市滨海新区，是津山铁路塘沽支线上的一个火车站。该站建于19世纪80年代，是中华人民共和国现存的最老的车站。原名塘沽站（现塘沽站原名“新河站”），位于天津市滨海新区于家堡新华路，附近有海河开启桥、于家堡中心商务区管委会等建筑以及津滨城际的滨海站。
目前该站已全面停办客运及货运，车站站舍旧址现为全国重点文物保护单位。已进入于家堡金融区的整体规划中，将成为集休闲、旅游为一体的公共空间。已规划大约1公顷的用地作为历史文化保护用地用来建设配套建筑。

## 历史
1888年，因为开平煤矿的外销需要，京山铁路修建，塘沽站随之修建。
1907年，京奉铁路开通并于1908年修建机车房来进行检修等工作。
1907年，塘沽站重修。
1933年，日本关东军参谋长冈村宁次在塘沽塘沽站与熊斌签订停战协定《塘沽协定》。
1937年，塘沽站增加候车室、站台、天桥等设施，更加完善。
1942年，日本将塘沽站附近的迂回线拆除，京山铁路不再经过本站而改由改建的塘沽支线经过本站。
1959年，塘沽站更名塘沽南站。
2004年10月7日，由于中国铁路第五次大提速，塘沽南站开往天津站的，俗称“塘沽短儿”的列车正式停运，塘沽南站客运停用。
2024年，由于地铁文化街站主体结构施工需要，塘沽支线拆除，该站亦停办货运，并配合拆除大部分铁轨设施。

## 文化遗产
2007年，车站站舍在天津十大不可移动文物评选活动中被评为“十大不可移动文物”之一。2013年1月5日，建筑以“塘沽火车站旧址”的名义被天津市人民政府公布为第四批天津市文物保护单位。同年3月5日，又被中华人民共和国国务院公布为第七批全国重点文物保护单位。

## 车站结构
该站有一个侧式站台，一个站房。出站口与站房均毗邻新华路，现在可以通过原出站口进入车站。在站台以南200米处有一个用于车站人员办公的二层小楼，现仍在使用。
该站有5条货运轨道。
该站原有一个跨铁路的天桥，现已拆除。

## 相关图片

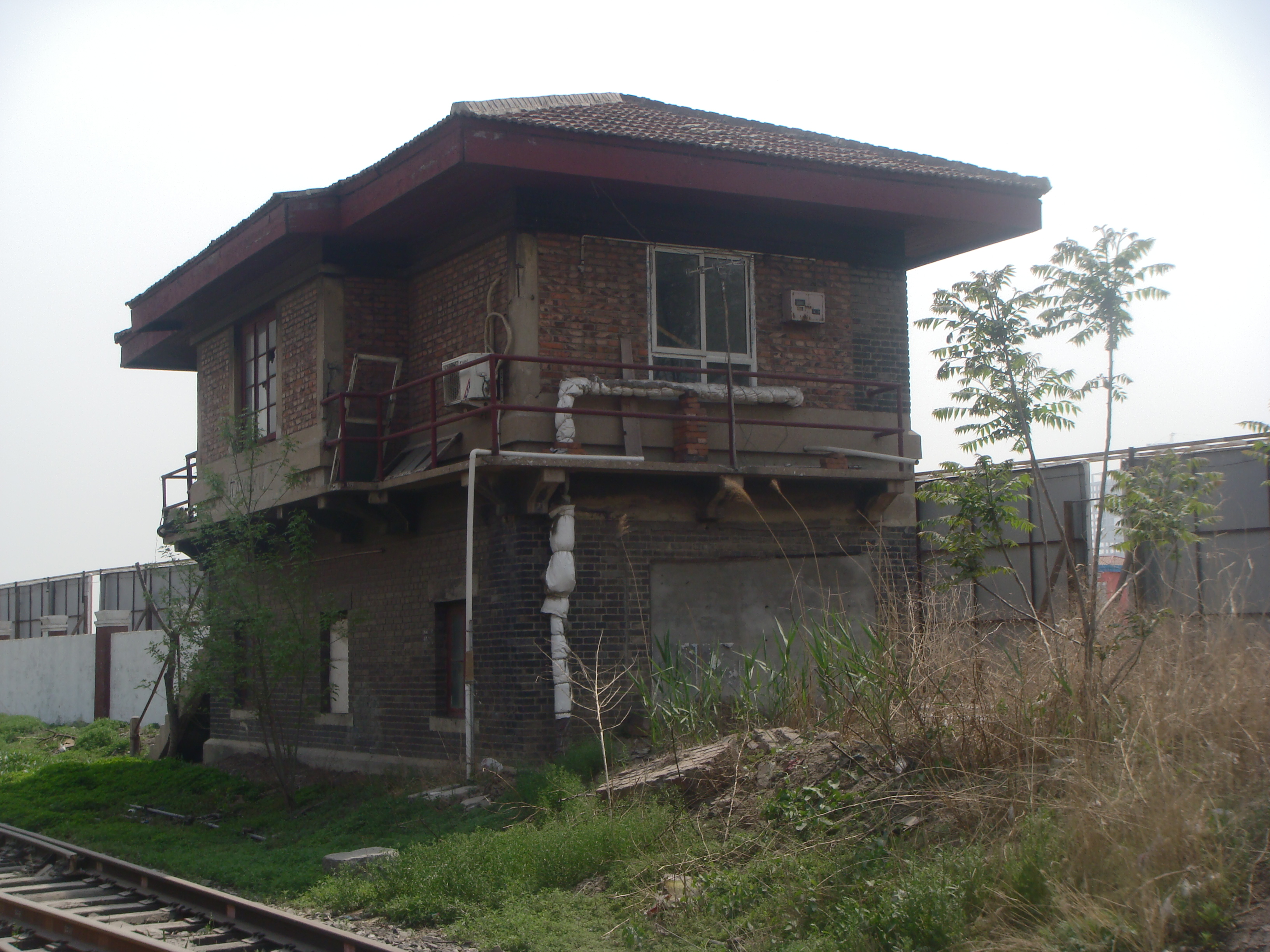
塘沽南站办公小楼
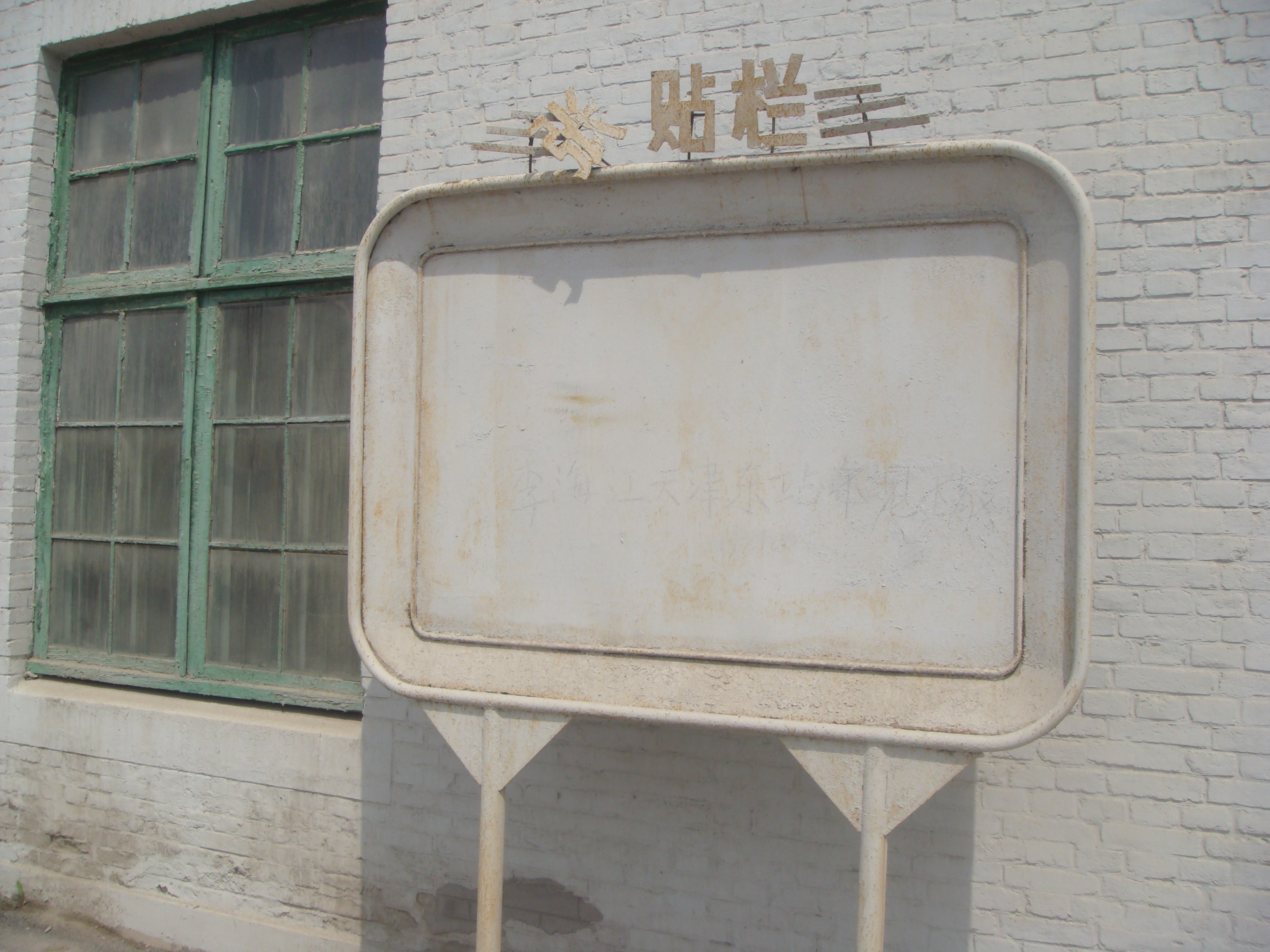
塘沽南站站外的公告栏
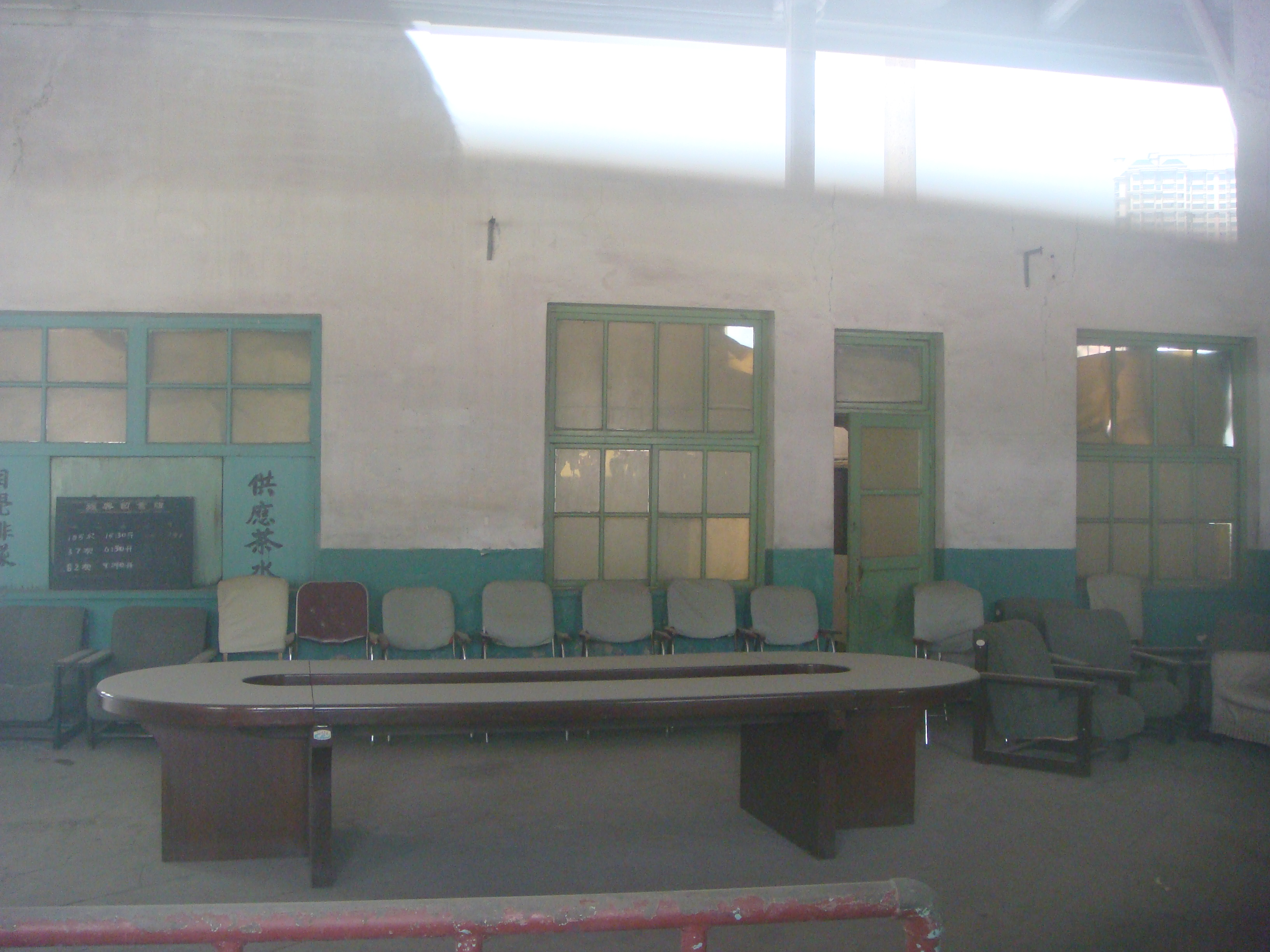
塘沽南站候车室内部
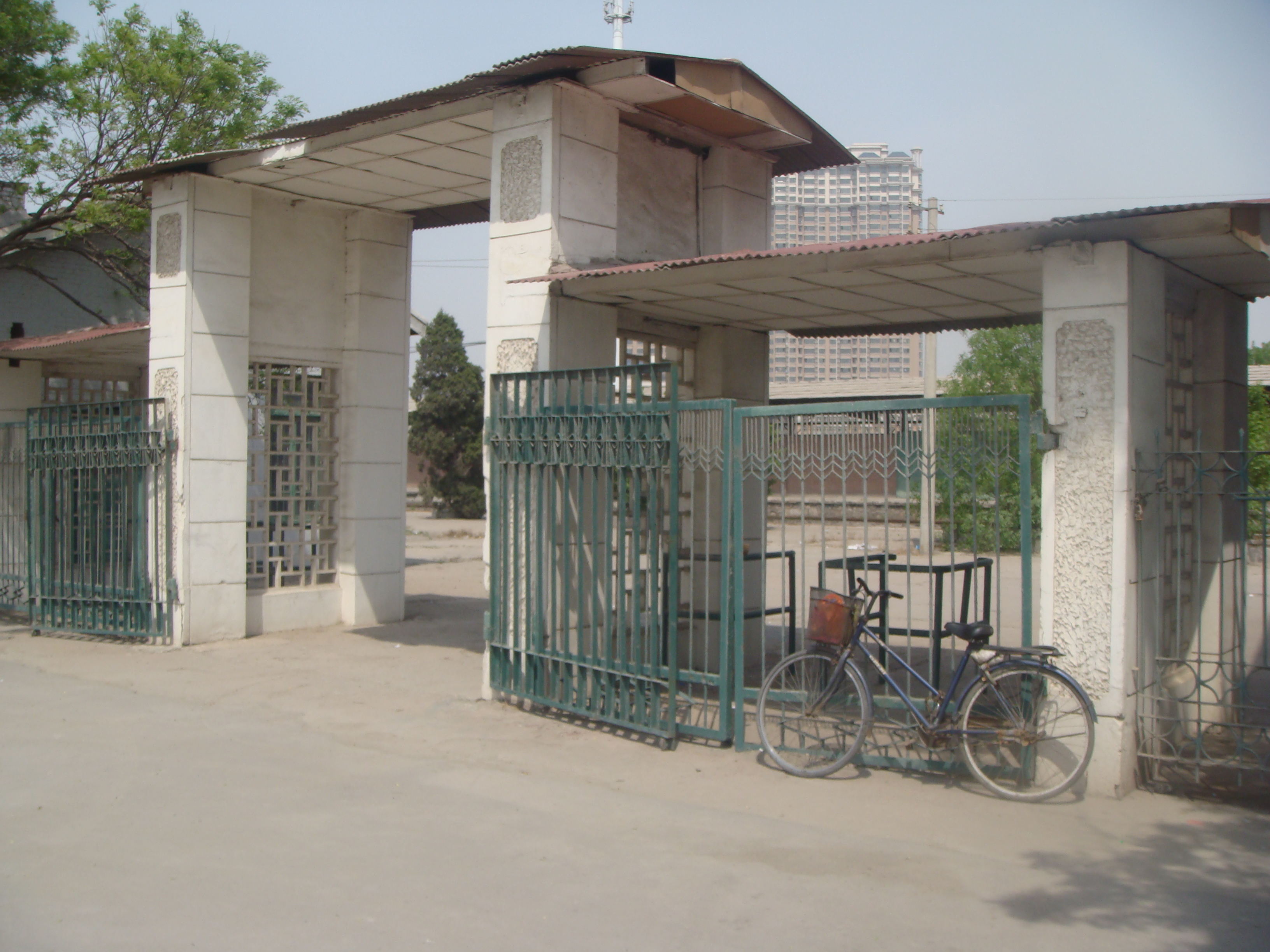
塘沽南站出站口